# 沈荩

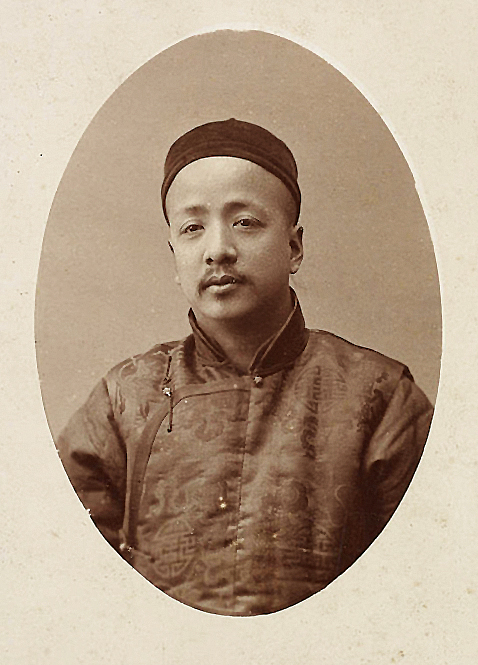

沈荩（1872年—1903年7月31日），初名克诚，字愚溪，湖南省善化县（今长沙市）人，原籍江苏吴县太湖洞庭山（今苏州市吴中区西山岛）。沈荩曾参加维新变法，变法失败后又成为革命派，并长期担任记者。7月31日在慈禧太后授意之下被刑部处以杖笞之刑，欲將其打死，后被绞死，成为中国史上第一个因新闻言论触怒政府而被杀的记者。

## 生平

### 早期经历
沈荩早年致力于维新运动，戊戌变法时常与谭嗣同、唐才常等提倡变法的人士交往，与这些人思想相近。沈荩认为若要在湖南进行革新运动，必须有一番破坏才能有效。后来变法失败，戊戌六君子被杀，沈荩前往日本留学。由于经历戊戌变法的失败，沈荩由改良派变为革命派。
1900年，沈荩离开日本来到上海，与唐才常等人一同组建了正气会，后改名为自立会，自己任干事之职。后来该组织创建了自立军，共有七军，沈荩为右军统领，管辖六个营。沈荩则前往汉口做起义的筹备工作，并声明“我等认为满洲政府不能治理中国，我等不肯再认为国家，变旧中国为新中国，变苦境为乐境”并要以“新造自立之国”为目标。7月24日，沈荩赶赴新堤，研究在该地进行起义的详细事宜，并更改计划8月15日发动起义。但后来起义还是原计划于7月28日发动，突袭清军水师营，但是外援不及，以失败告终，沈荩又回到上海。

### 受刑
沈荩被捕后收到审讯。由于光绪皇帝出生于阴历六月，该月有“万寿月”之称，习惯上不用极刑。而且当时朝廷正着手操办慈禧太后生辰庆典，沈荩仍被下令“斩立决”。因喜事期間，舞弄刀兵為不吉，慈禧太后才命令“着即日立毙杖”。
7月31日沈荩受刑。其间八名狱卒对沈荩的四肢和腿部轮流捶打，长达四个小时，沈荩始终未出一声。其后行刑官以为沈荩已经毙命，下令停止，结果沈荩说“速用绳绞我”，气息微弱。行刑官乃将其绞死。另有一說改用木杖打死 。

## 评价
香港《中国日报》发表唁文：“沈君之死，鬼神为之号泣，志士为之饮血，各国公使为之震动，中西报纸为之传扬。是君虽死之日，犹生之年！”章太炎在《浙江潮》上发表悼诗《狱中沈禹希见杀》：不见沈生久，江湖知隐沦。萧萧悲壮士，今在易京门。魑魅羞争焰，文章总断魂。中阴当待我，南北几新坟。后来鲁迅在《关于太炎先生二三事》一文中也引用了此诗。而清廷對沈藎施酷刑致死這件事，亦影響到往後在上海租界發生的蘇報案。